# Ях'я Кемаль Беятли

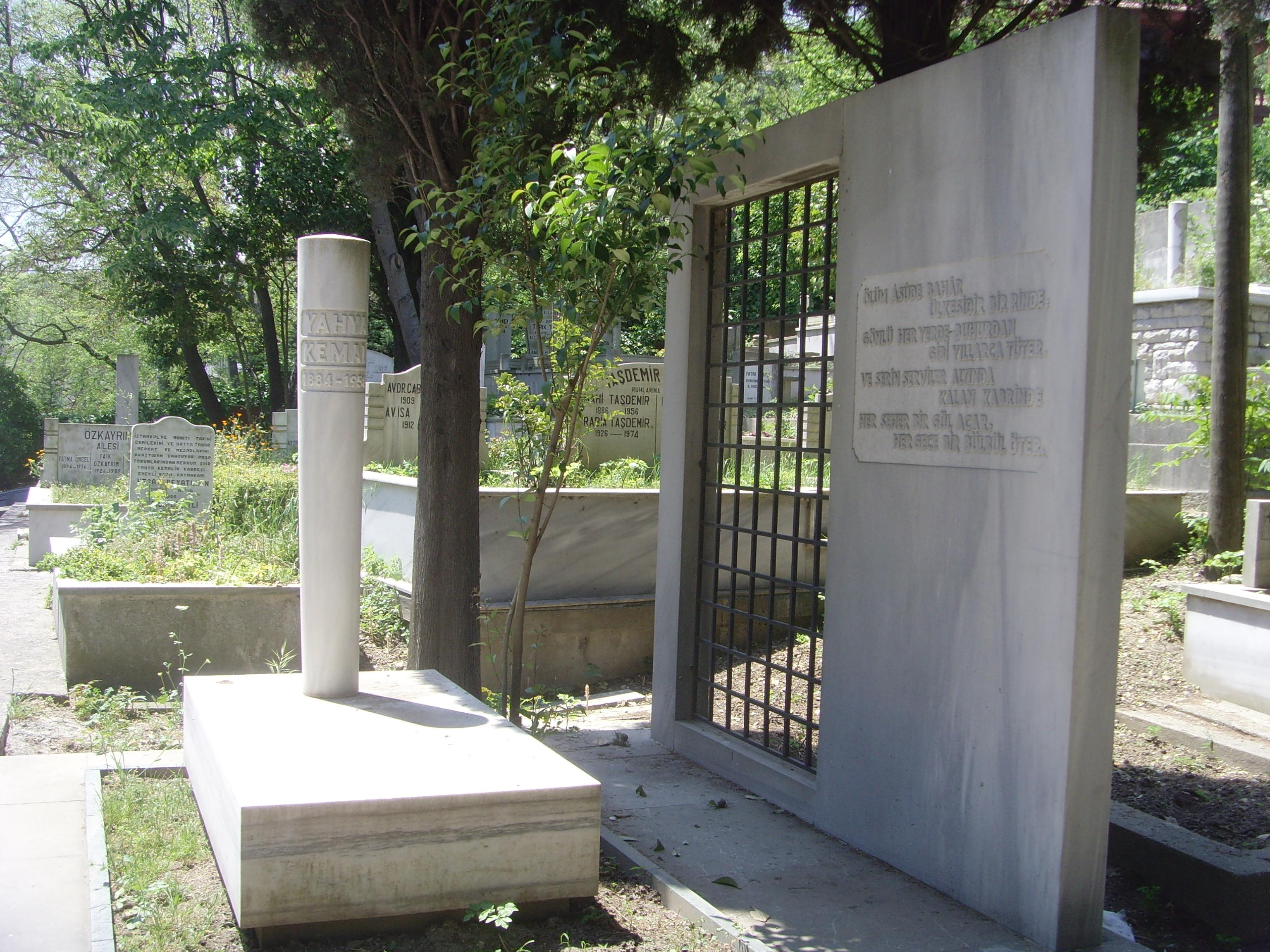
Могила на цвинтарі Ашиян

Ях'я Кемаль Беятли (тур. Yahya Kemal Beyatlı; при народженні Ахмет Агях; 2 грудня 1884, Скоп'є — 1 листопада 1958, Стамбул) — турецький поет і письменник, а також політик і дипломат.

## Біографія
Ях'я Кемаль народився як Ахмет Агях 2 грудня 1884 року в Скоп'є, тоді в складі вілайєті Косово в Османській імперії. Він писав під такими псевдонімами як Агях Кемаль, Есрар, Мехмет Агях і Сулейман Саді. Він походив з відомої родини, чиї корені сягають до Османського двору, і навчався у різних приватних школах.
Брав участь у різних антиурядових рухах проти режиму султана Абдул-Гаміда II. Щоб уникнути арешту він вирушив до Парижа в 1903 році. Там він навчався у Вищій школі суспільних наук у Сорбонні. Під час свого перебування за кордоном він зустрічався з іншими турецькими засланцями — інтелектуалами, політиками та письменниками. Він багато подорожував по Європі і був схильний до впливу різних культур. Він розвивав своє захоплення літературою, перебуваючи під впливом французького романтизму. Врешті-решт він вирішив стати поетом і почав з вивчення історичних праць поетів французького «Парнасу». А надалі він шукав спосіб оживити турецьку диванну поезію, прагнучи створювати рівні й чисті поетичні рядки.
Поезія Ях'ї Кемаля перебувала під впливом турецької музики. Пояснюючи внутрішній ритм поетичної мови, він використовував музичні терміни, такі як Tınnet, які позначають музичні значення звуків або слів, ритм вірша.
Писав в основному в жанрі газелі. Центральна думка, яка проходить через вірші і прозу Беятли полягає в тому, що турецька нація сформована потом і сльозами центру країни. Навіть його любовні вірші включали стилізовані історичні та культурні цінності. Ще одна особливість поезії Беятли — це майже жіноча чутливість, яку він виявляв до ісламу.
Після повернення до Стамбулу в 1912 році, Ях'я Кемаль уже був відомий там як поет. З 1915 по 1923 рік викладав в Стамбульському університеті. Як член республіканської партії, Беятли обирався членом парламенту від провінцій Урфа (1923—1926), Йозгат (1934), Текірдаг і Стамбул (1943). Після набрання чинності закону про прізвища в 1934 році, він узяв прізвище «Беятли».
У 1926 році він був призначений послом у Польщу, і залишався на цій посаді до 1929 року. Він був послом у Португалії з 1930 по 1932 рік, також виступав як надзвичайний Посланник і Повноважний міністр в Мадриді. У 1947 році був призначений першим турецьким послом в Пакистані. Після цього призначення його здоров'я стало погіршуватися, і він повернувся до Туреччини в 1949 році.
Він помер 1 листопада 1958 року в Стамбулі і був похований на кладовищі Ашиян.

## Твори
- Kendi Gök Kubbemiz (1961)
- Eski Şiirin Rüzgârıyla (1962)
- Rubailer ve Hayyam'ın Rubailerini Türkçe Söyleyiş (1963)
- Edebiyata Dair
- Aziz Istanbul (1964)
- Eğil Dağlar
- Tarih Musahabeleri
- Siyasi Hikayeler
- Siyasi ve Edebi Portreler
- Çocukluğum, Gençliğim, Siyasi ve Edebi Hatıralarım
- Mektuplar-Makaleler
- Bitmemiş Şiirler
- Pek Sevgili Beybabacığım Yahya Kemal'den Babasına Kartpostallar, YKY, Istanbul, 1998.
- Gemi Elli Yıldır Sessiz: Özel Mektupları ve Yazışmalarıyla Ölümünün 50. Yılında Yahya Kemal